# Cercle Brugge in het seizoen 2023/24
Deze pagina beschrijft de prestaties van de Belgische voetbalclub Cercle Brugge in het seizoen 2023/24.
In de reguliere competitie eindigde Cercle als 5de en plaatste zich voor de champions' play-off met de top-6. Daar kon het een ticket afdwingen voor de voorronde van de UEFA Europa League door op de vierde plek te eindigen. 
In de Beker van Belgïe werd de ploeg uitgeschakeld in de 1/16de finale na strafschoppen tegen SV Zulte Waregem.
Kévin Denkey was dit seizoen de topschutter van de eerste klasse met 27 doelpunten. Daarnaast won de topschutter ook als eerste Cerclespeler de Ebbenhouten Schoen. 

## Spelerskern
| No.           | Naam                    | Nationaliteit | Geboortedatum | Vorige club             |
| ------------- | ----------------------- | ------------- | ------------- | ----------------------- |
| Keepers       |                         |               |               |                         |
| 1             | Warleson                | Brazilië      | 31/08/1996    | Sampaio Corrêa FC       |
| 21            | Maxime Delanghe         | België        | 23/05/2001    | Lierse SK               |
| 84            | Bas Langenbick          | België        | 13/02/2003    | eigen jeugd             |
| 89            | Sébastien Bruzzese      | België        | 01/03/1989    | KV Kortrijk             |
|               | Thomas Didillon         | Frankrijk     | 28/11/1995    | AS Monaco               |
| Verdedigers   |                         |               |               |                         |
| 3             | Edgaras Utkus           | Litouwen      | 22/06/2000    | AS Monaco               |
| 4             | Jesper Daland           | Noorwegen     | 06/01/2000    | IK Start                |
| 5             | Boris Popovic           | Frankrijk     | 26/02/2000    | AS Monaco               |
| 18            | Senna Miangue           | België        | 05/02/1997    | Cagliari Calcio         |
| 20            | Flávio Nazinho          | Portugal      | 20/07/2003    | Sporting CP             |
| 29            | Louis Torres            | Frankrijk     | 29/04/2001    | Rodez AF                |
| 41            | Hugo Siquet             | België        | 09/07/2002    | Freuburger FC           |
| 66            | Christiaan Ravych       | België        | 30/07/2002    | Eigen jeugd             |
| 76            | Jonas Lietaert          | België        | 16/07/2004    | Eigen jeugd             |
| 77            | Jordan Semedo           | Frankrijk     | 15/01/2003    | AS Monaco               |
| 90            | Emmanuel Kakou          | Ivoorkust     | 30/06/2005    | Jong Cercle             |
| Middenvelders |                         |               |               |                         |
| 6             | Félix Lemaréchal        | Frankrijk     | 07/08/2003    | AS Monaco               |
| 8             | Erick Nunes             | Brazilië      | 29/02/2004    | Fluminense FC           |
| 17            | Abu Francis             | Ghana         | 27/04/2001    | FC Nordsjælland         |
| 22            | Leonardo Da Silva Lopes | Portugal      | 30/11/1998    | Hull City AFC           |
| 27            | Nils De Wilde           | België        | 27/01/2003    | RSC Anderlecht          |
| 28            | Hannes Van der Bruggen  | België        | 01/04/1993    | KV Kortrijk             |
| Aanvallers    |                         |               |               |                         |
| 7             | Malamine Efekele        | Frankrijk     | 19/07/2004    | AS Monaco               |
| 9             | Kévin Denkey            | Togo          | 30/11/2000    | Nîmes Olympique         |
| 10            | Felipe Augusto          | Brazilië      | 18/02/2004    | SC Corinthians Paulista |
| 11            | Alan Minda              | Ecuador       | 14/05/2003    | Independiente del Valle |
| 19            | Kazeem Olaigbe          | België        | 02/01/2003    | Southampton FC          |
| 34            | Thibo Somers            | België        | 16/03/1999    | Eigen jeugd             |
| 99            | Abdoul Kader Ouattara   | Burkina Faso  | 26/05/2005    | Rahimo FC               |

##### Transfers

###### Zomer
IN
| Naam             | Nationaliteit | Van                         | Type         |
| ---------------- | ------------- | --------------------------- | ------------ |
| Alan Minda       | Ecuador       | CSD Independiente del Valle | gekocht      |
| Maxime Delanghe  | België        | SK Lierse                   | transvervrij |
| Nils De Wilde    | België        | RSC Anderlecht Futures      | transfervrij |
| Kazeem Olaigbe   | België        | Southampton FC U21          |              |
| Félix Lemaréchal | Frankrijk     | AS Monaco                   | huur         |
| Flávio Nazinho   | Portugal      | Sporting Clube de Portugal  | huur         |
| Jordan Semedo    | Frankrijk     | AS Monaco                   | huur         |
| Romaric Etonde   | Frankrijk     | AS Monaco                   | huur         |

UIT
| Naam               | Nationaliteit         | Naar              | Type         |
| ------------------ | --------------------- | ----------------- | ------------ |
| Ayase Ueda         | Japan                 | Feyenoord         | verkocht     |
| Olivier Deman      | België                | Werder Bremen     | verkocht     |
| Charles Vanhoutte  | België                | Union Sint-Gillis | verkocht     |
| Dino Hotić         | Bosnië en Herzegovina | Lech Poznań       | transfervrij |
| Arne Cassaert      | België                | KSC Lokeren-Temse | transfervrij |
| Franck Kanouté     | Senegal               | FK Partizan       |              |
| Robbe Decostere    | België                | SV Zulte Waregem  |              |
| Emilio Kehrer      | Duitsland             | KMSK Deinze       | huur         |
| Jean Marcelin      | Frankrijk             | AS Monaco         | einde huur   |
| Radosław Majecki   | Polen                 | AS Monaco         | einde huur   |
| David Sousa Albino | Brazilië              | Botafogo FR       | einde huur   |

###### Winter
IN
| Naam                  | Nationaliteit | Van                     | Type    |
| --------------------- | ------------- | ----------------------- | ------- |
| Felipe Augusto        | Brazilië      | SC Corinthians Paulista | gekocht |
| Malamine Efekele      | Frankrijk     | AS Monaco               | huur    |
| Erick Nunes           | Brazilië      | Fluminense FC           | huur    |
| Bas Langenbick        | België        | eigen jeugd             |         |
| Jonas Lietaert        | België        | eigen jeugd             |         |
| Abdoul Kader Ouattara | België        | eigen jeud              |         |

OUT
| Naam           | Nationaliteit | Naar        | Type       |
| -------------- | ------------- | ----------- | ---------- |
| Yann Gboho     | Frankrijk     | Toulouse FC | gekocht    |
| Romaric Etonde | Frankrijk     | AS Monaco   | einde huur |

### Technische staf
| Functie            | Naam                                               | Nationaliteit           |
| ------------------ | -------------------------------------------------- | ----------------------- |
| Hoofdtrainer       | Miron Muslic                                       | Oostenrijk              |
| Assistent-trainers | Bruno Andrade Radhi Jaïdi Jimmy De Wulf            | Brazilië Tunesië België |
| Keepertrainer      | Stefan Toonen                                      | Nederland               |
| fysical trainers   | Eddie Lattimore Nick Van Ransbeeck                 |                         |
| Teammanager        | Sven Vandendriessche                               | België                  |
| Teamdokters        | Maximiliaan Moyaert Thomas Monbailliu              | België                  |
| Kinesist           | Jasper Ameye Bert Vankerschaver Lennart De Smet    | België                  |
| materiaalmeesters  | Pepijn Lenoor Willem Van Overmeire Albert Verbandt |                         |
| voedingsdeskundige | Lara Steenwegen                                    |                         |
| analisten          | Noah Pluim Stuart Metcalf                          |                         |

## Raad van bestuur
- voorzitter:  Thomas Tousseyn
- ceo:  Alexander Vantyghem

## Oefenwedstrijden
| Datum | Thuisploeg | Bezoekers | Score | Scoreverloop | Opmerkingen |
| ----- | ---------- | --------- | ----- | ------------ | ----------- |

## Competities

### Reguliere competitie

#### Speeldagen
| Datum      | Speeldag | Thuisploeg          | Bezoekers           | Score | Scoreverloop                                                                       | Punten |
| ---------- | -------- | ------------------- | ------------------- | ----- | ---------------------------------------------------------------------------------- | ------ |
| 30/07/2023 | 1        | Royal Antwerp FC    | Cercle Brugge       | 1 - 0 | 1 - 0 Daland (own)                                                                 | 0      |
| 05/08/2023 | 2        | Cercle Brugge       | Sporting Charleroi  | 2 - 0 | 1 - 0 Somers, 2 - 0 Denkey                                                         | 3      |
| 13/08/2023 | 3        | Cercle Brugge       | KRC Genk            | 0 - 1 | 0 - 1 Warleson (own)                                                               | 3      |
| 19/08/2023 | 4        | Standard Luik       | Cercle Brugge       | 0 - 1 | 0 - 1 Alan Minda                                                                   | 6      |
| 27/08/2023 | 5        | Sint-Truiden        | Cercle Brugge       | 0 - 2 | 0 - 1 Somers, 0 - 2 Denkey                                                         | 9      |
| 02/09/2023 | 6        | Cercle Brugge       | KVC Westerlo        | 2 - 1 | 1 - 0, 2 - 0 Denkey, 2 - 1 Frigan                                                  | 12     |
| 16/09/2023 | 7        | RWDM                | Cercle Brugge       | 2 - 1 | 0 - 1 Denkey, 1 -1 Gueye, 2 - 1 Segovia                                            | 12     |
| 24/09/2023 | 8        | Cercle Brugge       | Union Sint-Gillis   | 0 - 2 | 0 - 1, 0 - 2 Amoura                                                                | 12     |
| 29/09/2023 | 9        | KV Kortrijk         | Cercle Brugge       | 2 - 1 | 1 - 0 De Neve, 2 - 0 Isaak Davies, 2 - 1 Da Silva Lopes                            | 12     |
| 07/10/2023 | 10       | Cercle Brugge       | Oud-Heverlee Leuven | 3 - 2 | 1 - 0 Denkey, 1 - 1 Raz Shlomo, 2 - 1 Denkey, 2 - 2 Ezechiel Banzuzi, 3 - 2 Denkey | 15     |
| 22/10/2023 | 11       | Cercle Brugge       | AA Gent             | 2 - 0 | 1 - 0 Da Silva Lopes, 2 - 0 Denkey                                                 | 18     |
| 28/10/2023 | 12       | KV Mechelen         | Cercle Brugge       | 0 - 2 | 0 - 1 Denkey, 0 - 2 Olaigbe                                                        | 21     |
| 05/11/2023 | 13       | Cercle Brugge       | RSC Anderlecht      | 0 - 3 | 0 - 1 Dolberg, 0 - 2 Dreyer, 0 - 3 Stroeykens                                      | 21     |
| 12/11/2023 | 14       | Club Brugge         | Cercle Brugge       | 0 - 0 |                                                                                    | 22     |
| 25/11/2023 | 15       | Cercle Brugge       | KAS Eupen           | 2 - 0 | 1 - 0 Minda, 2 - 0 Olaigbe                                                         | 25     |
| 03/12/2023 | 16       | Union Sint-Gillis   | Cercle Brugge       | 2 - 1 | 1 - 0 Amoura, 2 - 0 Nilsson, 2 - 1 Denkey                                          | 25     |
| 09/12/2023 | 17       | Cercle Brugge       | Royal Antwerp FC    | 1 - 3 | 0 - 1 Ekkelenkamp, 0 - 2 Chidera Ejuke, 1 - 2 Denkey, 1 - 3 Ilenikhena             | 25     |
| 16/12/2023 | 18       | Oud-Heverlee Leuven | Cercle Brugge       | 1 - 2 | 1 - 0 Thorsteinsson, 1 - 1, 1 - 2 Denkey                                           | 28     |
| 20/12/2023 | 19       | Cercle Brugge       | KV Kortrijk         | 3 - 0 | 1 - 0 Somers, 2 - 0 Denkey, 3 - 0 Minda                                            | 31     |
| 27/12/2023 | 20       | RSC Anderlecht      | Cercle Brugge       | 2 - 0 | 1 - 0 Dreyer, 2 - 0 Vázquez                                                        | 31     |
| 20/01/2024 | 21       | KRC Genk            | Cercle Brugge       | 1 - 1 | 0 - 1 Denkey, 1 - 1 Zeqiri                                                         | 32     |
| 26/01/2024 | 22       | Cercle Brugge       | Standard Luik       | 1 - 1 | 0 - 1 Fossey, 1 -1 Somers                                                          | 33     |
| 30/01/2024 | 23       | KVC Westerlo        | Cercle Brugge       | 4 - 2 | 1-0, 2 -0 Yow, 3 - 0 Madsen, 4 - 0 Vermant, 4 - 1 Sydortsjoek (own), 4 - 2 Nazinho | 33     |
| 04/02/2024 | 24       | Cercle Brugge       | Sint-Truiden        | 4 - 1 | 1 - 0 Denkey, 2 - 0 Minda, 3 - 0 Denkey, 4 - 0 Olaigbe, 4 - 1 Joselpho Barnes      | 36     |
| 11/02/2024 | 25       | AA Gent             | Cercle Brugge       | 1 - 2 | 0 - 1 Denkey, 1 - 1 Depoitre, 1 - 2 Denkey                                         | 39     |
| 18/02/2024 | 26       | Cercle Brugge       | Club Brugge         | 1 - 1 | 1 - 0 Minda, 1 - 1 Jutglà                                                          | 40     |
| 25/02/2024 | 27       | KAS Eupen           | Cercle Brugge       | 0 - 2 | 0 - 1, 0 - 2 Denkey                                                                | 43     |
| 02/03/2024 | 28       | Cercle Brugge       | KV Mechelen         | 2 - 3 | 1 - 0 Minda, 1 - 1 Mrabti, 2 - 1 Augusto, 2 - 2 Hairemans, 2 - 3 Bafdili           | 43     |
| 09/03/2024 | 29       | Sporting Charleroi  | Cercle Brugge       | 0 - 0 |                                                                                    | 44     |
| 17/03/2024 | 30       | Cercle Brugge       | RWDM                | 4 - 0 | 1 - 0 Denkey, 2 - 0 Utkus, 3 - 0 Minda, 4 - 0 Somers                               | 47     |

#### Overzicht
| Speeldag  | 1  | 2 | 3  | 4 | 5 | 6  | 7  | 8  | 9  | 10 | 11 | 12 | 13 | 14 | 15 | 16 | 17 | 18 | 19 | 20 | 21 | 22 | 23 | 24 | 25 | 26 | 27 | 28 | 29 | 30 |
| --------- | -- | - | -- | - | - | -- | -- | -- | -- | -- | -- | -- | -- | -- | -- | -- | -- | -- | -- | -- | -- | -- | -- | -- | -- | -- | -- | -- | -- | -- |
| Resultaat | v  | w | v  | w | w | w  | v  | v  | v  | w  | w  | w  | v  | g  | w  | v  | v  | w  | w  | v  | g  | g  | v  | w  | w  | g  | w  | v  | g  | w  |
| Punten    | 0  | 3 | 3  | 6 | 9 | 12 | 12 | 12 | 12 | 15 | 18 | 21 | 21 | 22 | 25 | 25 | 25 | 28 | 31 | 31 | 32 | 33 | 33 | 36 | 39 | 40 | 43 | 43 | 44 | 47 |
| Positie   | 12 | 7 | 10 | 9 | 6 | 4  | 5  | 7  | 8  | 6  | 4  | 4  | 4  | 6  | 4  | 6  | 7  | 7  | 6  | 7  | 7  | 7  | 7  | 6  | 5  | 6  | 5  | 5  | 7  | 5  |

Cercle eindigde na de reguliere competitie op de vijfde plaats en plaatste zich zo voor de champions' play-off met de top 6. 

### Champions' play-offs
Bij de start van de champions' play-off werden de punten uit de reguliere competitie gehalveerd. Cercle startte met 24 punten. 
| Datum      | Speeldag | Thuisploeg        | Bezoekers         | Score | Doelpunten                                                                     | Punten |
| ---------- | -------- | ----------------- | ----------------- | ----- | ------------------------------------------------------------------------------ | ------ |
| 01/04/2024 | 1        | Cercle Brugge     | Club Brugge       | 1 - 1 | 1 - 0 Denkey, 1 - 1 Skov Olsen                                                 | 25     |
| 07/04/2024 | 2        | Union Sint-Gillis | Cercle Brugge     | 2 - 3 | 0 - 1 Denkey, 0 - 2 Minda, 1 - 2 Nilsson, 1 - 3 Somers, 2 - 3 Dennis Eckert    | 28     |
| 13/04/2024 | 3        | KRC Genk          | Cercle Brugge     | 1 - 1 | 1 - 0 Arokodare, 1 - 1 Olaigbe                                                 | 29     |
| 21/04/2024 | 4        | Cercle Brugge     | Royal Antwerp FC  | 0 - 1 | 0 - 1 Chidera Ejuke                                                            | 29     |
| 24/04/2024 | 5        | RSC Anderlecht    | Cercle Brugge     | 3 - 0 | 1 - 0 Leoni, 2 - 0 Dreyer, 3 - 0 Leoni                                         | 29     |
| 28/04/2024 | 6        | Cercle Brugge     | RSC Anderlecht    | 1 - 1 | 0 - 1 Stroeykens, 1 - 1 Daland                                                 | 30     |
| 04/05/2024 | 7        | Cercle Brugge     | KRC Genk          | 4 - 1 | 0 - 1 Ait El Hadj, 1 - 1 Lemaréchal, 2 - 1 Efekele, 3 - 1 Somers, 4 - 1 Denkey | 33     |
| 12/05/2024 | 8        | Royal Antwerp FC  | Cercle Brugge     | 1 - 2 | 0 - 1 Lemaréchal, 0 - 2 Denkey, 1 - 2 Kerk                                     | 36     |
| 19/05/2024 | 9        | Cercle Brugge     | Union Sint-Gillis | 1 - 2 | 0 - 1 Nilsson, 1 - 1 Augusto, 1 - 2 Castro-Montes                              | 36     |
| 26/05/2024 | 10       | Club Brugge       | Cercle Brugge     | 0 - 0 |                                                                                | 37     |

Cercle eindigde met 37 punten op de 4de plek en verzekerde zich zo van een ticket voor de voorronde van de UEFA Europa League.  

### Beker van België
| Datum      | Ronde       | Thuisploeg    | Bezoekers     | Score                           | Doelpunten                                                          |
| ---------- | ----------- | ------------- | ------------- | ------------------------------- | ------------------------------------------------------------------- |
| 31/10/2023 | 1/16 finale | Cercle Brugge | Zulte Waregem | 2 - 2 (nv) strafschoopen: 3 - 4 | 0 - 1 Abdoulaye Traoré, 1 - 1 Denkey, 2 - 1 Gboho, 2 -2(pen) Vossen |